# Herostratos
Herostratos (altgriechisch Ἡρόστρατος, seltener Ἡροστράτης; lateinisch Herostratus, auch Herostrates; deutsch Herostrat; † ca. 356 v. Chr.) wurde zum Tode verurteilt, nachdem er unter Folter gestanden hatte, den Tempel der Artemis in Ephesos (Artemision), eines der sieben Weltwunder der Antike, absichtlich in Brand gesetzt zu haben, um dadurch seinen Namen unsterblich zu machen.

## Herostrats Tat

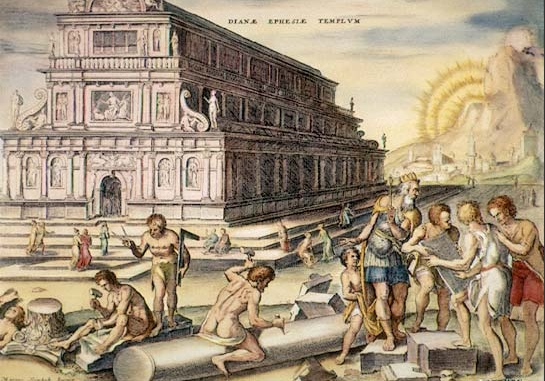
Der Artemistempel in der Vorstellung von Maarten van Heemskerck (1498–1574)

Im Jahr 356 v. Chr. geriet der 200 Jahre alte, unter finanzieller Beteiligung von König Kroisos erbaute Artemision in Ephesos in Brand. Laut Cicero und Plutarch, die sich beide auf den um 300 v. Chr. wirkenden Geschichtsschreiber Timaios von Tauromenion stützen, ereignete sich dies in der Nacht, in der Alexander der Große geboren wurde. Nachdem Herostrat unter Folter die Brandstiftung gestanden und sein Motiv genannt hatte, verbot die Stadt Ephesos die Erwähnung der Tat und selbst seines Namens.
Trotz der verfügten damnatio memoriae („Verdammung des Andenkens“) überlieferte der zeitgenössische Historiker Theopompos von Chios Tat und Namen Herostrats in seinem Werk, so dass dieser bis heute unvergessen blieb. Jahrhunderte später erwähnten Strabon, zu dessen wichtigen Quellen Theopompos zählte, Aelian und Solinus den Namen. In der dem Geschichtsschreiber Timaios folgenden Überlieferungstradition wurde der Name in Zusammenhang mit dem Brand hingegen nicht erwähnt, weder bei Cicero noch bei Plutarch, der als weiteren Gewährsmann den Rhetor Hegesias von Magnesia nennt. Auch bei Valerius Maximus und Gellius, der den Brandstifter des Artemisions als Beispiel für Unwürdige, deren Namen nicht genannt werden sollten, anführt, wird Herostrats Name übergangen.

## Rezeption
Der Name Herostrat wurde zum Synonym für einen Menschen, der aus Geltungssucht Kulturgüter zerstört oder andere Taten zu diesem Zweck begeht. Als Herostrat wird dementsprechend ein Mensch bezeichnet, der Untaten begeht, allein um berühmt zu werden.
Immer wieder wurden die Tat des Herostratos und seine Beweggründe dafür in Kunst und Literatur verarbeitet, unter anderem von Juan Hidalgo (Oper Celos aun del aire matan), Georg Heym (Gedicht Der Wahnsinn des Herostrat), Ernest Reyer (Oper Érostrate), Marcel Schwob (Erzählung Herostrat in Der Roman der zweiundzwanzig Lebensläufe), Jean-Paul Sartre (Erzählung Érostrate in der Sammlung Le Mur), Carl Ceiss (Schauspiel Herostratos) und Oliver Henkel (Erzählung Die Unsterblichkeit des Harold Strait im Erzählband Wechselwelten).
Sein Name wird auch im Zusammenhang mit philosophischen oder politischen Ideen verwendet, die sich auf seine Tat beziehen, etwa in Fernando Pessoas Essay Herostrat.